# Anagrus columbi
Anagrus columbi is een vliesvleugelig insect uit de familie Mymaridae. De wetenschappelijke naam is voor het eerst geldig gepubliceerd in 1905 door Perkins.